# Eugenia esteliensis
Eugenia esteliensis es una especie de planta perteneciente a la familia de las mirtáceas. 

## Descripción
Son arbustos o árboles pequeños, que alcanza un tamaño de 2–8 m de alto; ramitas generalmente canescentes o café-rojizo pubescentes. Hojas elípticas a oblanceoladas u obovado-elípticas, 3.3–8.8 cm de largo y 1.3–4 cm de ancho, ápice largamente acuminado o acuminado, base cuneiforme, por lo general densamente canescentes o café-rojizo pubescentes principalmente en el envés. Racimos 1–3 cm de largo, flores 8–12, pedicelos 3–7 mm de largo, densamente café- o cobrizo-pubescentes, bractéolas separadas, escariosas; hipanto obovoide, densamente café-rojizo pubescente, subestipitado; lobos del cáliz ovado-deltoides, 1.5–3 mm de largo. Frutos globosos, 6–10 mm de largo, algunas veces levemente acostillados.

## Distribución y hábitat
Es una especie abundante que se encuentra en nebliselvas, bosques enanos, bosques de pino-encinos, a una altitud de 800–1600 metros, fl todo el año, fr ene–mar, sep–nov; es  endémica de Nicaragua. 

## Taxonomía
Eugenia esteliensis fue descrita por Fred Rogers Barrie y publicado en Novon 15(1): 16, f. 10. 2005.
Etimología
Eugenia: nombre genérico otorgado en honor del  Príncipe Eugenio de Saboya.
esteliensis: epíteto geográfico que alude a su localización en Estelí.
Sinonimia